# Rhopalodes otophora
Rhopalodes otophora är en fjärilsart som beskrevs av Louis Beethoven Prout 1910. Rhopalodes otophora ingår i släktet Rhopalodes och familjen mätare. Inga underarter finns listade.